# Fairland (Oklahoma)
Fairland es un pueblo ubicado en el condado de Ottawa en el estado estadounidense de Oklahoma. En el año 2010 tenía una población de 1057 habitantes y una densidad poblacional de 440,42 personas por km².

## Geografía
Fairland se encuentra ubicado en las coordenadas 36°45′1″N 94°50′54″O / 36.75028, -94.84833 (36.750185, -94.848203).

## Demografía
Según la Oficina del Censo en 2000 los ingresos medios por hogar en la localidad eran de $27,240 y los ingresos medios por familia eran $28,885. Los hombres tenían unos ingresos medios de $28,155 frente a los $15,208 para las mujeres. La renta per cápita para la localidad era de $12,024. Alrededor del 12.4% de la población estaban por debajo del umbral de pobreza.